# Plzeňské listy
Plzeňské listy byly české noviny, vycházející v letech 1864–1911, založené nakladatelem a redaktorem Ignácem Scheiblem v Plzni. Po jejich převzetí nakladatelem Janem Robertem Portem fungoval list též jako politický deník Národní strany (staročeši). Od roku 1899 vycházely jako deník.

## Historie

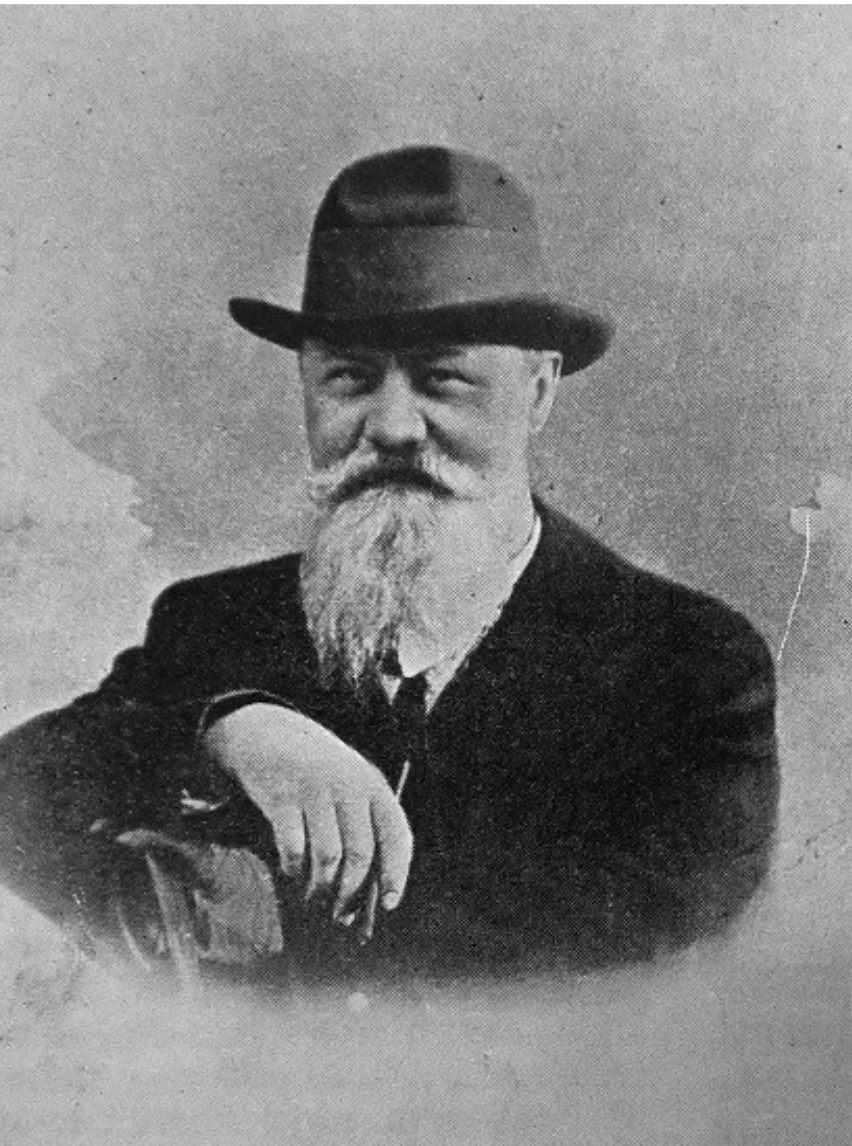
J. R. Port, dlouholetý vydavatel listu

List založil roku 1864 Ignác Schiebl, jako jeden z prvních česky vycházejících periodik v Plzni, městě se silnou jazykově německou populací. Podnik sídlil v Solní ulici č. 256 nedaleko hlavního náměstí. Posléze vycházel pod názvem Plzeňské noviny.
Roku 1875 zakoupil tiskárnu a s ní také redakci Plzeňských listů nakladatel a knihkupec Jan Robert Port. Ten roku 1870 koupil plzeňskou knihtiskárnu od Františka Stejskala-Lažanského a začal vydávat a jako odpovědný redaktor vést několikastranný časopis Český lev, vycházející třikrát týdně. Podnik byl pojmenován Národní knihtiskárna J. A. Port, vedle redakční činnosti se firma zabývala vydáváním a prodejem českých publikací. List se zabýval především zpravodajstvím s domácími, zahraničními a regionálními tématy, rovněž se zde objevovala celá řada názorových článků či agitačních textů, především ve prospěch politiků Národní strany, podobně jako v celostátně vycházejících Národních listech.
V roce 1899 pak došlo k přeměně Plzeňských listů na deník. Svým nákladem byl jedním z nejprodávanějších česky psaných deníků v západních Čechách.
Po Portově smrti roku 1904 vytvořili jeho dědicové spolu s majiteli plzeňských tiskáren Josefem Císařem a Theodorem Ventou akciovou společnost Závody pro průmysl tiskařský a papírnický. Z důvodů ekonomických obtíží bylo nakonec roku 1911 vydávání Plzeňských listů zastaveno.

## Významní redaktoři a přispěvatelé
- František Alois Hora - básník a redaktor
- Josef Krofta - poslanec Říšské rady, purkmistr města Plzně